# Judeus de ascendência portuguesa

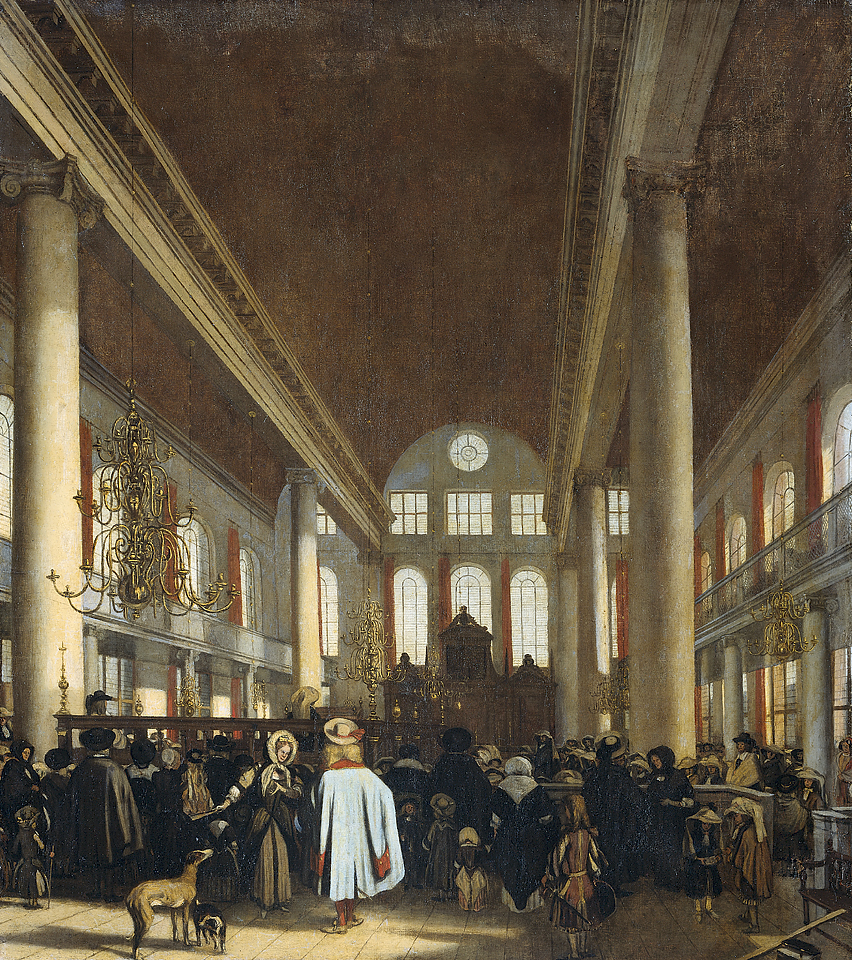
Grande Esnoga de Amesterdão

Os Judeus de ascendência portuguesa são um subgrupo étnico-religioso dos judeus sefarditas, oriundos de Portugal, de onde foram expulsos nos séculos XV e XVI. Juntamente com os descendentes dos judeus expulsos de Espanha sensivelmente na mesma época, constituem os sefarditas ocidentais (em inglês: Spanish and Portuguese Jews), os quais diferem dos sefarditas orientais — aqueles que foram acolhidos pelo Império Otomano. Possuem herança linguística, ritual e social próprias.

## Diáspora
Após a expulsão de 120 mil judeus da Espanha pelos Reis Católicos em 1492, cerca de 60 000, que se recusaram converter-se à religião cristã emigraram para Portugal . D. João II de Portugal, influenciado por judeus importantes na Corte, acolhe-os, mas impõe-lhes o pagamento de oito ducados de ouro, quantia deveras elevada para a época, para permanecerem em terras lusitanas. Os que não podiam pagar este valor viam metade dos seus bens confiscados para a Coroa. Pretendia-se a fixação de operários especializados, que faltavam em Portugal. Falecido D. João II, sucede-lhe D. Manuel I, monarca que se revelou tolerante para com os judeus que não podiam pagar. No entanto, em março de 1497, é imposta a expulsão da comunidade judaica de Portugal por meio de uma lei que entrou em vigor naquele mesmo ano, iniciando uma séries de medidas persecutórias.
Com o pogrom de Lisboa (1506) iniciava-se nova diáspora judaica. Alguns rumaram para o norte da Europa, onde fundaram comunidades nos Países Baixos e Alemanha. Outros se dirigiram para o sul da França (Bordéus, Biarritz, Tartas) e um menor número para Inglaterra e Itália. Alguns judeus preferiram retornar ao Oriente Médio, tendo sido bem recebidos pelos turcos otomanos e assimilados nas comunidades sefarditas orientais.
Os judeus erigiram a Grande Esnoga e tornaram-se o centro de referência para a comunidade judaica. Chegaram a desenvolver um dialeto próprio, o judeu-português, que foi usado até a expansão napoleônica impor ensino secular.

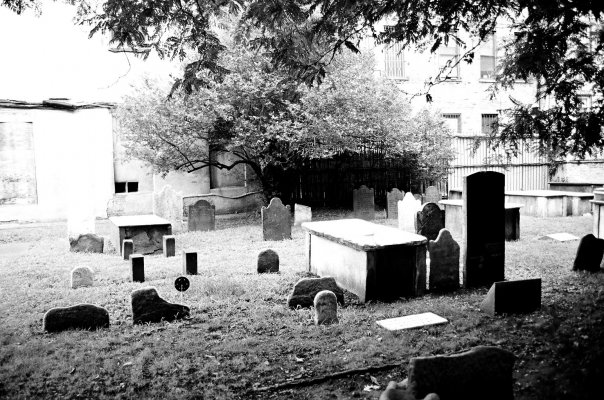
Primeiro cemitério da Congregação Shearith Israel da nação portuguesa em Nova Iorque, a última estrutura do século XVII que subsiste em Manhattan

Os judeus portugueses também chegaram com os holandeses em Pernambuco e, consecutivamente, a toda região setentrional do Nordeste brasileiro, outrora conquistado aos portugueses pela Companhia Holandesa das Índias Ocidentais, entre os anos de 1630 a 1654, onde fundaram no Recife, capital da Nova Holanda, a primeira sinagoga da América, a Sinagoga Kahal Zur Israel, sob a direção do Hakham Isaac Aboab da Fonseca, autor dos primeiros textos literários e religiosos escritos em língua hebraica na América . Com a reconquista portuguesa do Nordeste setentrional do Brasil, e a proibição de praticar o judaísmo, a comunidade dispersou-se, sendo que alguns voltaram para Amesterdão, outros migraram para outras colônias holandesas na América do Sul, Central e do Norte e uma parcela permaneceu, refugiando-se nos sertões, interior do Nordeste Brasileiro onde se converteram em cripto-judeus .
Em Nova Iorque, que fora colônia holandesa com o nome de Nova Amesterdão, chegaram do Recife um grupo de 23 judeus em Setembro de 1654, onde fundaram a primeira comunidade judaica dessa cidade. Os Judeus da nação portuguesa fundaram outras comunidades, como Montreal, Newport, Philadelphia, Charlotte, Nova Orleães e participaram ativamente da sociedade estadunidense, formando uma elite política e cultural judia. 
Com a Segunda Guerra Mundial os judeus da nação portuguesa sofreram fortemente, tendo sua população diminuída, de forma considerável, em suas comunidades na Europa continental.